# Kamila Klugarová
Kamila Klugarová (20. května 1948 Brno – 20. února 2025) byla česká varhanice.

## Životopis
Na brněnské konzervatoři absolvovala hru na varhany (u prof. Černockého a Josefa Pukla). Dále pokračovala v roce 1969 studiem hry na varhany na Janáčkově akademii múzických umění (JAMU) v Brně pod vedením Aleny Veselé, které dokončila v roce 1973. Své vzdělání završila postgraduálním studiem na HAMU v Praze u Milana Šlechty. Mimo to absolvovala mistrovské kurzy v zahraničí u profesorů Flora Peeterse, Antona Heillera, Wernera Jacoba a Daniela Rotha.
Pedagogicky působila na JAMU v Brně. Od roku 1986 externě a od roku 1990 interně. O rok později se habilitovala, v letech 1990 až 1993 byla vedoucí Katedry klávesových nástrojů a zasedala v Akademickém senátu, od roku 1993 byla proděkankou a od roku 1999 do 2002 děkankou Hudební fakulty JAMU. Pravidelně vedla mistrovské interpretační kurzy a zasedala v porotách varhanních soutěží (Pražské jaro, Mezinárodní interpretační soutěž Brno, Mezinárodní varhanní soutěž Petra Ebena).
Premiérovala také některé skladby Petra Ebena: Faust (1981), Job (1989) a Biblické tance (1993).

## Ocenění
- 1970 První cena z Interpretační soutěže Ministerstva kultury
- 1971 Druhá cena a titul Laureáta ze soutěže Pražského jara
- 1973 Laureátský titul z varhanní soutěže Bologna v Itálii

## Výběr z diskografie
- František Xaver Brixi: Koncert F dur pro varhany a orchestr (SOČR Bratislava, dirigent Ondrej Lenárd)
- Petr Eben:
  - 2. koncert pro varhany a orchestr (ČF, dirigent Libor Pešek)
  - Faust (Panton)
  - Job (Panton)